# Hey You (Pink-Floyd-Lied)
Hey You ist ein Titel der britischen Rockband Pink Floyd aus dem 1979 veröffentlichten Konzeptalbum The Wall. Neben The Show Must Go On ist Hey You der einzige Titel des Albums, der nicht im Film Pink Floyd – The Wall vorkommt.

## Inhalt
Wie alle anderen Lieder aus The Wall erzählt Hey You einen Teil der Geschichte des Protagonisten Pink, der zu seinem Schutz vor emotionalen Einflüssen eine imaginäre Mauer errichtet.
Auf dem Album markiert Hey You eine Schlüsselstelle: Im vorherigen Titel Goodbye Cruel World hat Pink seine Mauer vervollständigt und sich komplett von der Außenwelt abgeschirmt. Jetzt allerdings beginnt er sich zu fragen, ob die Mauer wirklich eine gute Idee war, denn er muss feststellen, dass er durch die Mauer nichts sehen oder hören kann. Er versucht, sie einzureißen, jedoch scheitert der Versuch. Pink muss einsehen, dass er nun keinen Kontakt mehr zu anderen Personen hat und fängt an, zu verzweifeln.

## Musik
Die Musik von Hey You ist anfangs sehr ruhig. Die erste Minute lang ist das einzige Instrument eine akustische Gitarre. Eine halbe Minute nach Beginn des Songs fängt Gilmour an zu singen. Nach einer Minute stößt Masons Schlagzeug hinzu. Zur Mitte des Songs ist dann auch eine elektrische Gitarre zu hören, die das Leitmotiv des Albums spielt.
Dann, nach dem Solo, singt Waters die Bridge – und auch den Rest des Songs. In der Bridge singt er aus einer äußeren Perspektive und berichtet, wie Pink vergeblich versucht die Mauer zu überblicken (No matter how he tried, he could not break free/And the worms ate into his brain).
Die letzte Strophe singt er daraufhin wieder aus der Sicht Pinks, und, um die Verzweiflung auszudrücken, singt er eine Oktave höher als Gilmour.
Live sang Waters das Lied solo u. a. mit Paul Carrack.

## Film
Obwohl Hey You aus dem Film herausgeschnitten wurde, aus dem Grund, der Film könnte ansonsten zu lang werden, existiert trotzdem eine Filmszene, allerdings nur in schwarz-weiß. Diese zeigt u. a., wie Pink an der Mauer nach einem Ausweg sucht, später sieht man ihn dann in einem verlassenen Raum auf einem Stuhl sitzen. Später werden auch noch Fans von Pink gezeigt, wie sie ein Auto zerstören.
Einige der Szenen sind auch (in Farbe) am Ende von The Trial zu sehen.

## Besetzung
- Roger Waters – Gesang
- David Gilmour – Gesang, Gitarre, E-Bass
- Nick Mason – Schlagzeug
- Richard Wright – Keyboard, Synthesizer

## Auszeichnungen für Musikverkäufe
| Land/Region                  | Auszeichnungen für Musikverkäufe (Land/Region, Auszeichnung, Verkäufe) | Verkäufe |
| ---------------------------- | ---------------------------------------------------------------------- | -------- |
| Italien (FIMI)               | Gold                                                                   | 25.000   |
| Neuseeland (RMNZ)            | Platin                                                                 | 30.000   |
| Vereinigtes Königreich (BPI) | Silber                                                                 | 200.000  |
| Insgesamt                    | 1× Silber · 1× Gold · 1× Platin ·                                      | 255.000  |

Hauptartikel: Pink Floyd/Auszeichnungen für Musikverkäufe